# Kūsen madōshi kōhosei no kyōkan
Kūsen madōshi kōhosei no kyōkan (空戦魔導士候補生の教官? lett. "L'istruttore delle maghe candidate al combattimento aereo") è una serie di light novel scritta da Yū Moroboshi e illustrata da Mikihiro Amami. Quattordici volumi sono stati pubblicati da Fujimi Shobō, sotto l'etichetta Fujimi Fantasia Bunko, dal 20 luglio 2013 al 20 luglio 2017. Un adattamento manga è stato serializzato sul Monthly Comic Alive di Media Factory dal 26 luglio 2014 al 27 luglio 2016, mentre un adattamento anime, prodotto da Diomedéa, è stato trasmesso in Giappone tra l'8 luglio e il 23 settembre 2015.

## Trama
L'umanità è stata scacciata dalla terraferma a causa della minaccia di un esercito di insetti magici corazzati ed ora è costretta a vivere in alcune città volanti. Le sue difese vedono un gruppo di maghi che combatte gli insetti con le magie a mezz'aria. Kanata Age è un ragazzo che vive nella città dell'Accademia dei Maghi Celesti di "Mistgun". Una volta era celebrato da tutti come il "Mastro spadaccino nero", l'asso d'élite della squadra speciale S128. Tuttavia, ora viene disprezzato dalla massa e viene reputato come "traditore della squadra speciale". Un giorno, gli viene assegnato il compito di fare da istruttore alla E601, una squadra che ha subito più di cento sconfitte consecutive. Quest'ultima è composta da tre ragazze: Misora Whitale, Lecty Eisenach e Rico Flamel, ognuna con le proprie abilità e peculiarità.

## Personaggi

### Personaggi principali

I protagonisti nella serie anime. Da sinistra: Misora, Rico, Lecty e Kanata

Kanata Age (カナタ・エイジ?, Kanata Eiji)
Doppiato da: Yoshitsugu Matsuoka
Precedentemente noto come l'asso della squadra S128 e il più forte dei Maghi Celesti. Dopo una missione molto pericolosa che ha completato con successo, ha smesso di svolgere altri incarichi e da quel momento viene definito come "il traditore". Diventa istruttore della squadra E601, sperando di migliorare le capacità delle sue allieve. Spesso finisce per essere coinvolto in situazioni in cui le ragazze lo etichettato come un pervertito, nonostante ciò è in grado di superare gli ostacoli lungo il cammino efficientemente.
Misora Whitale (ミソラ・ホイットテール?, Misora Hoittotēru)
Doppiata da: Nozomi Yamamoto
La leader della squadra E601. Nonostante abbia una buona velocità e resistenza, è piuttosto impulsiva e non è molto brava nell'utilizzare la sua arma e a dare ordini. Quando Kanata scopre il suo desiderio di diventare una Maga della Spada per onorare la madre defunta, decide di addestrala per migliorare le sue capacità. Nutre dei sentimenti per Kanata e spesso diventa gelosa quando si comporta gentilmente con Yuri.
Lecty Eisenach (レクティ・アイゼナッハ?, Rekuti Aizenahha)
Doppiata da: Nao Tōyama
Membro della squadra E601 con il ruolo di combattente negli scontri ravvicinati. Nonostante sia abile con la sua arma, è incredibilmente timida e incline a scusarsi spesso senza motivo. Per aiutarla, Kanata la fa lavorare in una caffetteria come cameriera per fare in modo che possa parlare con le altre persone ed aprirsi caratterialmente. Comincia a provare dei sentimenti per Kanata quando questi inizia a farle migliorare i suoi rapporti sociali e la sua mancanza di fiducia.
Rico Flamel ( リコ・フラメル?, Riko Furameru)
Doppiata da: Iori Nomizu
Membro della squadra E601 con il ruolo di cecchino. È intelligente ed è brava a sparare, ma è narcisista al punto di vedersi come una dea, senza nemmeno preoccuparsi di esercitarsi. Si scopre che gran parte del suo narcisismo deriva dal suo sentirsi inferiore nei confronti della sorella maggiore, ma Kanata la aiuta a recuperare la volontà di combattere. Comincia a provare dei sentimenti per Kanata quando questi le insegna ad accettare sé stessa per quello che è.
Yuri Frostre (ユーリ・フロストル?, Yūri Furosutoru)
Doppiata da: Risa Taneda
Membro della squadra S128, che era solita a idolatrare Kanata, ma da quando questi ha iniziato a starsene per conto proprio ritirandosi dalle missioni, comincia a vederlo come un traditore come la maggior parte dell'Accademia. Ogni volta che lo incontra ci litiga, anche se alla fine questo è solo un modo per attirare la sua attenzione. Nonostante lo definisca un traditore, prova ancora dei sentimenti per lui. Dopo aver perso una scommessa contro Kanata nel torneo Mistgun, si unisce alla squadra E601, affiancandosi così alle altre ragazze del gruppo.
Chloe Sevegny (クロエ・セヴェニー?, Kuroe Sevenī)
Doppiata da: Yūki Yamada
Capitano guardia della squadra S128 ed amica d'infanzia di Kanata. A differenza della maggioranza degli altri personaggi, non considera Kanata un traditore e lo difende, in seguito gli consiglia di fare da istruttore alla squadra E601.
Lloyd Alwin (ロイド・オールウィン?, Roido Ōruwin)
Doppiato da: Tetsuya Kakihara
Un altro membro della squadra S128. Come Chloe, non vede Kanata come un traditore, e sembra essere in buoni rapporti con quest'ultimo dato che i due chiacchierano abbastanza spesso.
Freon Flamel (フロン・フラメル?, Furon Furameru)
Doppiata da: Saeko Zōgō
Sorella maggiore di Rico e supervisore delle squadre dei Maghi Celesti. Nonostante non apprezzi l'atteggiamento della sorella, ogni tanto chiede a Chloe dei suoi progressi. Vede Kanata come il "traditore", e perciò quando questi decide di addestrare la squadra E601 per il torneo Mistgun, comincia ad assumere un atteggiamento arrogante ed irremovibile, con il fine di fargli abbandonare la sua squadra. In preparazione al suddetto torneo, chiede a Yuri di vincere assieme al suo plotone, cercando di screditare ulteriormente l'unità di Kanata ma ciò si rivelerà vano.

### Altri personaggi
Real Nua (レアル・ヌア?, Rearu Nua)
Doppiato da: Hiroki Yasumoto
Un membro della divisione medica che inizia a sviluppare una cotta per Yuri, per attirare la sua attenzione decide di ottenere sempre più potere facendo uso di modi nefasti che lo porteranno a farsi controllare da parte degli scarabei celesti; ha quasi distrutto l'Accademia. È l'antagonista principale nell'anime.
Amy (エイミー?, Eimī)
Doppiata da: Chika Anzai
Beach (ビーチ?, Bīchi)
Doppiata da: Yuko Hara
Shiela (シーラ?, Shīra)
Doppiata da: Nichika Ōmori
Christina Balcuhorn (クリスティーナ・バルクホルン?, Kurisutīna Barukuhorun)
Doppiata da: Ibuki Kido
Lily Lancaster (リリィ・ランカスター?, Rirī Rankasuta)
Doppiata da: Mari Misaki
Sasha Nielsen (サーシャ·ニールセン?, Sāsha Nīrusen)
Doppiata da: Mami Kamikura
Greg Hastuck
Doppiato da: Yukiko Yao
Socie Whitale
Doppiata da: Rina Satō
La defunta madre di Misora nonché Maga della Spada. Era un'eccellente combattente, contraddistinta da un carattere sciocco e maldestro quando rimaneva a casa. Quando venne uccisa da alcuni insetti corazzati, tutti quelli che la conoscevano, tranne la figlia Misora, si dimenticano completamente di lei.
Gail Whitale
Doppiato da: Jiro Saito
Il padre di Misora, è un Normale ed è proprietario di un ristorante. Ha perso qualsiasi ricordo legato a sua moglie quando quest'ultima è stata uccisa dagli insetti, ed ora teme che se un giorno sua figlia Misora morirà, si dimenticherà anche di lei.

## Media

### Light novel
La serie di light novel è stata scritta da Yū Moroboshi con le illustrazioni di Mikihiro Amami. Il primo volume è stato pubblicato da Fujimi Shobō, sotto l'etichetta Fujimi Fantasia Bunko, il 20 luglio 2013 e al 20 luglio 2017 ne sono stati messi in vendita in tutto quattordici.
| Nº | Data di prima pubblicazione                              | Data di prima pubblicazione                                                 | Data di prima pubblicazione |
| Nº | Giapponese                                               | Giapponese                                                                  |                             |
| -- | -------------------------------------------------------- | --------------------------------------------------------------------------- | --------------------------- |
| 1  | 20 luglio 2013                                           | ISBN 978-4-04-071020-4                                                      |                             |
| 2  | 20 novembre 2013                                         | ISBN 978-4-04-712957-3                                                      |                             |
| 3  | 20 marzo 2014                                            | ISBN 978-4-04-070071-7                                                      |                             |
| 4  | 19 luglio 2014                                           | ISBN 978-4-04-070130-1                                                      |                             |
| 5  | 20 novembre 2014                                         | ISBN 978-4-04-070383-1                                                      |                             |
| 6  | 20 marzo 2015                                            | ISBN 978-4-04-070384-8                                                      |                             |
| 7  | 18 luglio 2015                                           | ISBN 978-4-04-070430-2                                                      |                             |
| 8  | 15 ottobre 2015                                          | ISBN 978-4-04-070431-9                                                      |                             |
| 9  | 19 marzo 2016 (ed. regolare) 9 marzo 2016 (ed. limitata) | ISBN 978-4-04-070703-7 (ed. regolare) ISBN 978-4-04-070689-4 (ed. limitata) |                             |
| 10 | 20 luglio 2016                                           | ISBN 978-4-04-070966-6                                                      |                             |
| 11 | 19 novembre 2016                                         | ISBN 978-4-04-070967-3                                                      |                             |
| 12 | 18 marzo 2017                                            | ISBN 978-4-04-070968-0                                                      |                             |
| 13 | 20 luglio 2017                                           | ISBN 978-4-04-072380-8                                                      |                             |
| 14 | 20 luglio 2017                                           | ISBN 978-4-04-072381-5                                                      |                             |

### Manga
Un adattamento manga di Arisu Shidō è stato serializzato sulla rivista Monthly Comic Alive di Media Factory dal 26 luglio 2014 al 27 luglio 2016. Quattro volumi tankōbon sono stati pubblicati tra il 22 novembre 2014 e il 22 ottobre 2016.

#### Volumi
| Nº | Data di prima pubblicazione | Data di prima pubblicazione | Data di prima pubblicazione |
| Nº | Giapponese                  | Giapponese                  |                             |
| -- | --------------------------- | --------------------------- | --------------------------- |
| 1  | 22 novembre 2014            | ISBN 978-4-04-066898-7      |                             |
| 2  | 23 luglio 2015              | ISBN 978-4-04-067552-7      |                             |
| 3  | 23 febbraio 2016            | ISBN 978-4-04-067875-7      |                             |
| 4  | 22 ottobre 2016             | ISBN 978-4-04-068564-9      |                             |

### Anime
Un adattamento anime, prodotto da Diomedéa e diretto da Takayuki Inagaki, inizialmente era stato annunciato per aprile 2015. Il debutto è stato poi rimandato all'8 luglio 2015 su Tokyo MX e la trasmissione è terminata il 25 settembre dello stesso anno. Le sigle di apertura e chiusura sono rispettivamente D.O.B di Iori Nomizu e Hallelujah (ハレルヤ?, Hareruya) di la la larks. In Australia e Nuova Zelanda gli episodi sono stati trasmessi in streaming in simulcast da Madman Entertainment su AnimeLab, mentre in America del Nord i diritti sono stati acquistati da Funimation. Un episodio OAV è stato pubblicato in allegato all'edizione limitata del nono volume delle light novel il 9 marzo 2016.

#### Episodi
| Nº  | Titolo italiano (traduzione letterale) Giapponese 「Kanji」 - Rōmaji                                                   | In onda           | In onda |
| Nº  | Titolo italiano (traduzione letterale) Giapponese 「Kanji」 - Rōmaji                                                   | Giapponese        |         |
| 1   | Plotone E601 「E601小隊」 - E601 shōtai                                                                                | 8 luglio 2015     |         |
| 2   | Il traditore più forte 「最強の裏切り者」 - Saikyō no uragirimono                                                      | 15 luglio 2015    |         |
| 3   | Le potenzialità dei più deboli 「最弱がもたらす可能性」 - Saijaku ga motarasu kanōsei                                  | 22 luglio 2015    |         |
| 4   | Il passato indimenticabile 「忘れざる過去」 - Wasurezaru kako                                                          | 29 luglio 2015    |         |
| 5   | La chiave della vittoria 「勝利の鍵は」 - Shōri no kagi wa                                                             | 5 agosto 2015     |         |
| 6   | Il cielo rubato 「奪われし空」 - Ubawa reshi sora                                                                      | 12 agosto 2015    |         |
| 7   | Il torneo di Mistgun 「ミストガン・トーナメント」 - Misutogan tōnamento                                                | 19 agosto 2015    |         |
| 8   | Al di là delle classifiche 「ランクを超えて」 - Ranku o koete                                                          | 26 agosto 2015    |         |
| 9   | La formula della vittoria 「必勝の方程式」 - Hisshō no hōteishiki                                                      | 2 settembre 2015  |         |
| 10  | Le potenzialità dello zero 「ゼロが生み出す可能性」 - Zero ga umidasu kanōsei                                          | 9 settembre 2015  |         |
| 11  | Le finali, e poi… 「決勝戦、そして…」 - Kesshōsen, soshite…                                                            | 16 settembre 2015 |         |
| 12  | L'istruttore delle maghe candidate al combattimento aereo 「空戦魔導士候補生の教官」 - Kūsen madōshi kōhosei no kyōkan | 23 settembre 2015 |         |
| OAV | Il sostentamento di Lecty 「レクティの、いきものがたり」 - Rekuti no, iki monogatari                                   | 9 marzo 2016      |         |